# Interstate 110 (Texas)
Pour l’article homonyme, voir Interstate 110.
L'Interstate 110 est une autoroute inter-États reliant l'Interstate 10 au centre-ville d'El Paso, principale ville de l'ouest du Texas. Elle débute à la frontière mexicaine (Río Grande) et va jusqu'à l'interstate 10 au nord-est du centre-ville d'El Paso. Elle mesure moins de 0,92 mile (1,47 km) et fait partie du Business road 10 traversant El Paso.

## Description du tracé

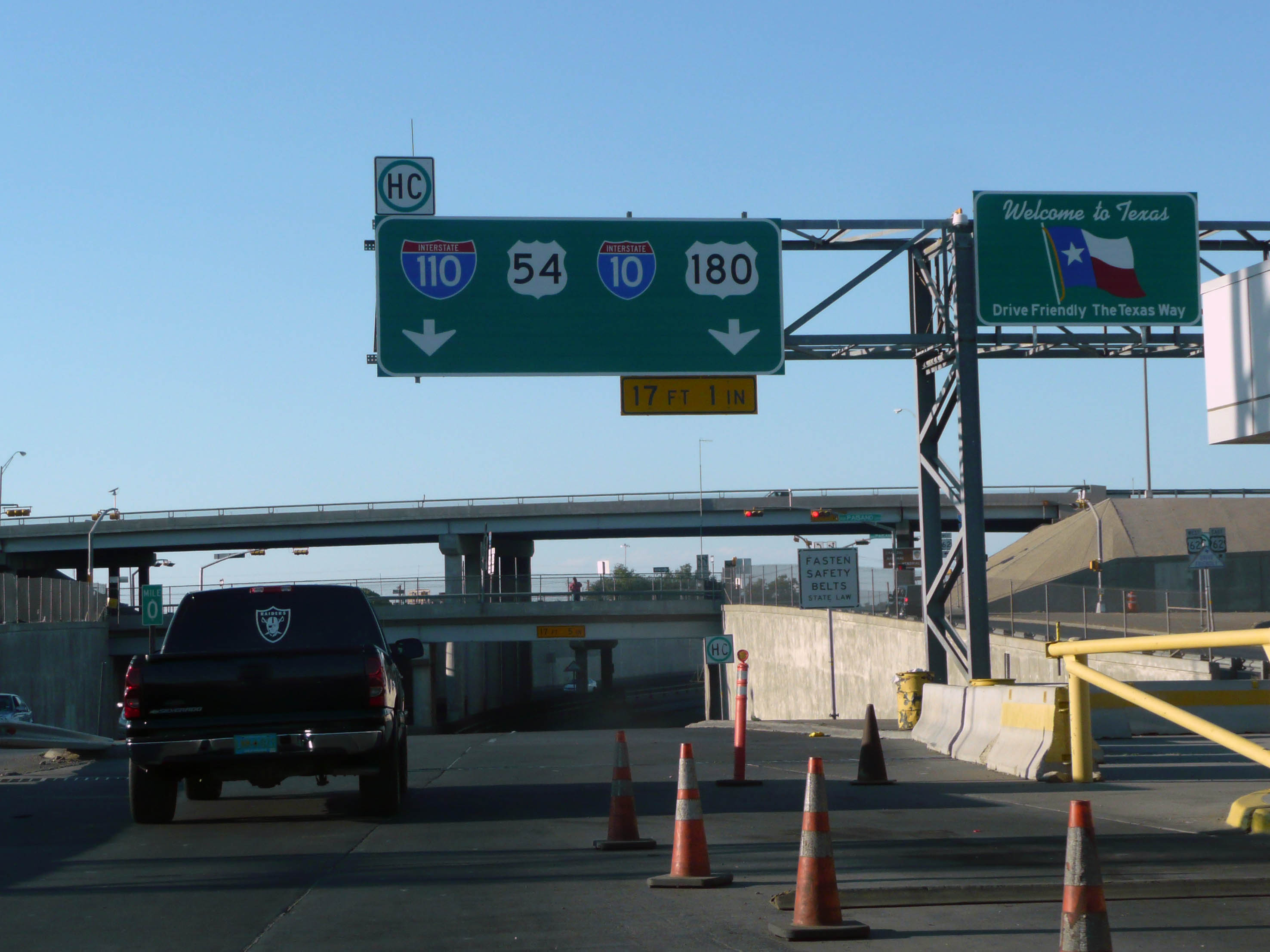
Interstate 110 en direction nord à son terminus sud

L'I-110 est une courte route collectrice de l'I-10 à El Paso qui relie le Pont international Cordova à la frontière américano-mexicaine. L'autoroute débute à son terminus sud, au commencement du Pont des Amériques, lequel s'étend entre les rives du Rio Grande et reliant la Carratera Federal 45 du Mexique. La route se dirige ensuite au nord, traversant les 6 voies de la Texas State Highway Loop 375 (Loop 375), la Cesar E. Chavez Border Highway, et la Delta Drive. Immédiatement après avoir passé au-dessus de Delta Drive, les voies pour camions de l'autoroute se séparent et passent par une douane spécialisée. Les voies principales se dirigent ensuite au nord par le Point d'entrée de Cordova, où chaque véhicule est inspecté par la U.S. Border Patrol. La route continue vers le nord et est parallèle à Chamizal National Memorial, avant de s'en éloigner et de rejoindre un échangeur avec la US 62. La route prend une courbe vers l'est pour rejoindre la US 54 via un échangeur incomplet. À partir de l'échangeur, l'I-110 se dirige vers le nord par une série complexe de bretelles d'accès souvent appelée "Spaghetti Bowl". Les rampes rejoignent la US 54 et l'autoroute continue son tracé, passant au-dessus de Lincoln Park avant de rejoindre son terminus nord à un échangeur avec l'I-10. La US 54 continue au-delà de l'échangeur.

## Particularité
L'I-110 est la plus courte autoroute Inter-états des États-Unis avec à peine un mile de longueur.

## Liste des sorties
| Interstate 110    |              |      |      |        |                                                                       |                                                                                        |
| Comté             | Municipalité | mi   | km   | Sortie | Intersections / Destinations                                          | Notes                                                                                  |
| El Paso           | El Paso      | 0,00 | 0,00 |        | Fed. 45 sud – Juárez, Mexique                                         | Pont des Amériques au-dessus du Rio Grande; continue au sud comme la Route fédérale 45 |
| El Paso           | El Paso      | 0,32 | 0,52 | —      | US 62 (Paisano Drive)                                                 |                                                                                        |
| El Paso           | El Paso      |      |      | —      | US 54 vers I-10 / US 180 ouest – Alamogordo, Centre-ville, Las Cruces | Sortie à gauche direction nord, entrée à gauche direction sud; sortie 20B de US 54     |
| El Paso           | El Paso      | 0,89 | 1,43 | 21A    | I-10 / US 180 est – Van Horn, San Antonio                             | Terminus nord de l'I-110; sortie 22B de l'I-10                                         |
| - Accès incomplet |              |      |      |        |                                                                       |                                                                                        |